# Ophelia Lovibond
Ophelia Lucy Lovibond (Londen, 19 februari 1986) is een Britse actrice.

## Biografie
Lovibond werd geboren in de wijk Hammersmith en groeide op in de wijk Shepherd's Bush van Londen in een gezin van drie kinderen, zij werd opgevoed door haar moeder. Zij doorliep de middelbare school aan de Latymer Upper School in Hammersmith. Tijdens haar middelbare school werd zij lid van theatergezelschap Young Blood theatre company waar zij het acteren leerde. Hierna studeerde zij in 2005 af in Engelse literatuur aan de Universiteit van Sussex in Falmer. 
Lovibond begon in 2000 met acteren in de televisieserie The Wilsons, waarna zij nog meerdere rollen speelde in televisieseries en films. 

## Filmografie

### Films
Uitgezonderd korte films.
- 2020 Timmy Failure: Mistakes Were Made - als Patty Failure
- 2019 Rocketman - als Arabella
- 2016 Gozo - als Lucille
- 2016 The Autopsy of Jane Doe - als Emma
- 2016 Tommy's Honour - als Meg Drinnen
- 2015 Man Up - als Jessica
- 2014 Guardians of the Galaxy - als Carina
- 2013 Thor: The Dark World - als Carina
- 2013 A Single Shot - als Abbie
- 2012 8 Minutes Idle - als Teri
- 2011 Turnout - als Sophie
- 2011 Mr. Popper's Penguins - als Pippi
- 2011 No Strings Attached - als Vanessa
- 2010 London Boulevard - als Penny
- 2010 4.3.2.1. - als Shannon
- 2010 Chatroom - als Charlotte
- 2009 Nowhere Boy - als Marie
- 2009 Shadows in the Sun - als Kate
- 2007 Popcorn - als Katerina
- 2006 Crusade in Jeans - als Isabella
- 2005 Oliver Twist - als Bet
- 2003 Loving You - als Alice

### Televisieseries
Uitgezonderd eenmalige gastrollen.
- 2022 This England - als Carrie Symonds - 6 afl.
- 2022 Minx - als Joyce - 10 afl.
- 2020-2021 Trying - als Erica - 13 afl.
- 2020 Feel Good - als Binky - 5 afl.
- 2014-2019 Elementary - als Kitty Winter - 15 afl.
- 2019 Whiskey Cavalier - als Emma Davies - 4 afl.
- 2014-2017 W1A - als Izzy Gould - 14 afl.
- 2016 Hooten & the Lady - als Lady Alex Spencer-Parker - 8 afl.
- 2014 Mr. Sloane - als Robin - 6 afl.
- 2012 The Poison Tree - als Biba Capel - 2 afl.
- 2012 Titanic: Blood and Steel - als Kitty Carlton - 10 afl.
- 2009 FM - als Daisy - 6 afl.
- 2006-2007 Holby City - als Jade McGuire - 9 afl.
- 2003 The Bill - als Carly Flint - 2 afl.
- 2003 Single - als Rachel Barton - 6 afl.
- 2000 The Wilsons - als Poppy Wilson - 6 afl.

- Biblioteca Nacional de España: XX5086093
- Gemeinsame Normdatei: 1019014350
- International Standard Name Identifier: 0000 0001 1990 6177
- Library of Congress Control Number: no2012076362
- Système universitaire de documentation: 21983749X
- Virtual International Authority File: 170917769
- WorldCat: E39PBJp67BbdRBw3vqX4CwKcfq